# Levemanden paa Varieté
Levemanden paa Varieté er en dansk stumfilm fra 1908 produceret af Nordisk Films Kompagni og instrueret af Viggo Larsen efter manuskript af Claus Alstrup.

## Medvirkende
- Axel Boesen
- Frederik Buch
- Elith Pio